# Liste der Gemeinden im Komitat Baranya

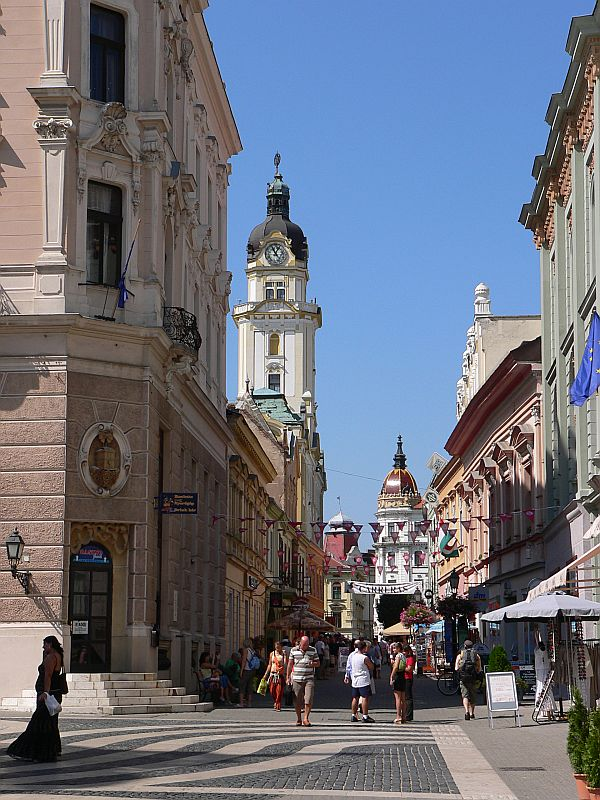
Pécs ist die größte Stadt im Komitat

Diese Liste umfasst die Städte und Gemeinden des Komitats Baranya in Ungarn. Es bestehen in Baranya insgesamt 301 Gemeinden, davon 14 Gemeinden mit, und 287 Gemeinden ohne Stadtrecht.
Jede Gemeinde hat einen direkt von den Bürgern gewählten Bürgermeister (ungarisch polgármester). Jede Gemeinde verfügt über eigene Einnahmen, kann aber auch Zuschüsse aus dem zentralen Staatshaushalt erhalten. Zu den Verpflichtungen der Gemeinden gehören u. a. die Sicherung des Grundschulunterrichts, die Gewährleistung der medizinischen und sozialen Grundversorgung, sowie das Geltendmachen der nationalen und ethnischen Minderheitenrechte.
Der Minderheitenschutz ist eine Besonderheit der ungarischen Kommunalverwaltung. Seit 1993 bestehen für die dreizehn in Ungarn lebenden ethnischen Minderheiten gesetzliche Regelungen zur Selbstverwaltung. Die seitdem entstanden Minderheiten-Selbstverwaltungen bestehen aus gewählten, in die kommunale Verwaltung integrierten Organen, welche die Interessen der Minderheiten vertreten. Sie sind teils sehr unterschiedlich ausgeprägt bzw. organisiert, bieten aber den jeweiligen Bürgern weitgehende sprachliche und kulturelle Autonomie.
Alle Angaben beruhen auf der Volkszählung vom 1. Januar 2022

## Städte
| Selbstverwaltungen der Minderheiten (Stand: 2010)                                                                            | Selbstverwaltungen der Minderheiten (Stand: 2010) | Selbstverwaltungen der Minderheiten (Stand: 2010) |
| --- | ------------------------------------------------- | ------------------------------------------------- |
| d de | Selbstverwaltung der Deutschen                    | 95 Gemeinden                                      |
| e el | Selbstverwaltung der Griechen                     | 2 Gemeinden                                       |
| h hr | Selbstverwaltung der Kroaten                      | 33 Gemeinden                                      |
| r rom | Selbstverwaltung der Roma                         | 117 Gemeinden                                     |
| s sr | Selbstverwaltung der Serben                       | 4 Gemeinden                                       |
| u uk | Selbstverwaltung der Ukrainer                     | 2 Gemeinden                                       |
| Weitere Selbstverwaltungen bestehen für im Komitat Branau beheimatete Bulgaren (Eine Gemeinde) und Russinen (Eine Gemeinde). |                                                   |                                                   |

### Städte mit Komitatsrecht
Eine Stadt mit Komitatsrecht (ungarisch megyei jogú város) erfüllt im Bereich der Komitatsverwaltung zusätzliche Aufgaben gegenüber den anderen Städten und Gemeinden des Komitats.
- Pécs d, e, h, r, s, u   138.420 Einwohner

### Städte ohne Komitatsrecht
| Stadt               | Einw.  | Stadt              | Einw.  |
| ------------------- | ------ | ------------------ | ------ |
| * Bóly d            | 03.819 | * Sásd d           | 02.908 |
| * Harkány d, h      | 05.061 | * Sellye d         | 02.337 |
| * Komló d, e, h, u  | 21.927 | * Siklós d, h      | 08.537 |
| * Kozármisleny d, h | 06.695 | * Szentlőrinc d, h | 05.978 |
| * Mágocs d          | 02.180 | * Szigetvár d, h   | 10.011 |
| * Mohács d, h, s    | 16.866 | * Villány d, s     | 02.152 |
| * Pécsvárad d, h    | 03.975 |                    |        |

## Gemeinden

### Großgemeinden
Eine Großgemeinde (ungarisch nagyközség) besteht meist aus mehreren Ortsteilen.
| * Beremend d | 2.208 Einwohner |
| * Szászvár d | 2.214 Einwohner |
| * Vajszló h  | 1.646 Einwohner |

### Gemeinden
| - Abaliget - Adorjás - Ág - Almamellék d - Almáskeresztúr - Alsómocsolád d - Alsószentmárton - Apátvarasd - Aranyosgadány d, h - Áta - Babarc d - Babarcszőlős - Bakóca - Bakonya - Baksa - Bánfa - Bár d - Baranyahídvég - Baranyajenő - Baranyaszentgyörgy - Basal - Belvárdgyula - Berkesd d - Besence - Bezedek d - Bicsérd - Bikal d - Birján d, h - Bisse - Boda - Bodolyabér - Bogád - Bogádmindszent - Bogdása - Boldogasszonyfa d - Borjád d - Bosta - Botykapeterd - Bükkösd d - Bürüs - Csányoszró - Csarnóta - Csebény - Cserdi - Cserkút - Csertő - Csonkamindszent - Cún | - Dencsháza - Dinnyeberki - Diósviszló - Drávacsehi - Drávacsepely - Drávafok h - Drávaiványi - Drávakeresztúr h - Drávapalkonya - Drávapiski - Drávaszabolcs - Drávaszerdahely - Drávasztára h - Dunaszekcső d - Egerág - Egyházasharaszti - Egyházaskozár d - Ellend - Endrőc - Erdősmecske d - Erdősmárok - Erzsébet d - Fazekasboda d - Feked d - Felsőegerszeg - Felsőszentmárton h - Garé - Gerde - Geresdlak d - Gerényes - Gilvánfa - Gödre d - Görcsöny - Görcsönydoboka d - Gordisa - Gyód d - Gyöngyfa - Gyöngyösmellék - Hásságy d - Hegyhátmaróc - Hegyszentmárton d, h - Helesfa - Hetvehely d - Hidas d - Himesháza d - Hirics - Hobol - Homorúd | - Horváthertelend - Hosszúhetény d - Husztót - Ibafa - Illocska - Ipacsfa - Ivánbattyán d - Ivándárda - Kacsóta - Kákics - Kárász - Kásád h - Kátoly d, h - Katádfa - Kékesd - Kémes - Kemse - Keresztespuszta - Keszü d - Kétújfalu - Királyegyháza - Kisasszonyfa - Kisbeszterce - Kisbudmér - Kisdobsza - Kisdér - Kishajmás - Kisharsány - Kisherend - Kisjakabfalva d - Kiskassa d - Kislippó - Kisnyárád d - Kisszentmárton - Kistamási - Kistapolca - Kistótfalu - Kisvaszar - Kisújbánya - Köblény - Kökény d, h - Kölked - Kórós - Kővágószőlős - Kővágótöttös - Kovácshida - Kovácsszénája - Lánycsók d, h | - Lapáncsa - Liget - Lippó d, sr - Liptód d - Lothárd - Lovászhetény d - Luzsok - Magyarbóly - Magyaregregy - Magyarhertelend d - Magyarlukafa - Magyarmecske - Magyarsarlós d, h - Magyarszék d - Magyartelek - Majs d - Mánfa - Maráza d - Márfa - Máriakéménd d - Markóc - Márok d - Martonfa - Marócsa - Matty - Máza d - Mecseknádasd d - Mecsekpölöske - Mekényes - Merenye - Meződ - Mindszentgodisa d - Molvány - Monyoród d - Mozsgó - Nagybudmér d - Nagycsány - Nagydobsza - Nagyhajmás - Nagyharsány - Nagykozár d, h - Nagynyárád d, h - Nagypall d - Nagypeterd - Nagytótfalu - Nagyváty - Nemeske - Nyugotszenterzsébet | - Óbánya d - Ócsárd - Ófalu d - Okorvölgy - Okorág - Olasz d, h - Old - Orfű - Oroszló - Ózdfalu - Palkonya - Palotabozsok d - Palé - Páprád - Patapoklosi - Pécsbagota - Pécsdevecser d - Pécsudvard - Pellérd - Pereked - Peterd - Pettend - Piskó - Pócsa d - Pogány d, h - Rádfalva - Regenye - Romonya - Rózsafa - Sámod - Sárok d - Sátorhely - Siklósbodony - Siklósnagyfalu - Somberek d - Somogyapáti - Somogyhatvan - Somogyhárságy d - Somogyviszló - Sósvertike - Sumony - Szabadszentkirály - Szágy d - Szajk d, h - Szalatnak - Szalánta h - Szaporca - Szárász | - Szava - Szebény d - Szederkény d, h - Székelyszabar d - Szellő - Szemely h - Szentdénes - Szentegát - Szentkatalin - Szentlászló d - Szilvás - Szilágy - Szőke - Szőkéd h - Szörény - Szulimán - Szűr d - Tarrós - Tékes - Teklafalu - Tengeri - Tésenfa - Téseny - Tófű - Tormás - Tótszentgyörgy - Töttös d - Túrony - Udvar d - Újpetre d - Várad - Varga - Vásárosbéc - Vásárosdombó - Vázsnok - Vejti - Vékény - Velény - Véménd d - Versend d, h - Villánykövesd d - Vokány d - Zádor - Zaláta - Zengővárkony d - Zók |